# Kalati Basket Napoli
Il Kalati Basket Napoli è stata una società di pallacanestro femminile di Napoli.
Nel 2004-05 ha preso parte alla Serie A2 ed è giunta al nono posto.
Nel luglio 2005 rinuncia a partecipare alla Serie A2 per motivi economici e al suo posto viene ripescata la Ginnastica Triestina.

## Cestiste celebri
- Laura Barretta (2004-2005)